# Arnaldo Mori
(Aldo Bottini)
Arnaldo Mori, noto come Nandino (Crotone, 13 marzo 1905 – Bologna, 21 dicembre 1981), è stato un pittore italiano con cittadinanza francese e argentina, attivo maggiormente nel campo della pittura ritrattistica.

## Biografia

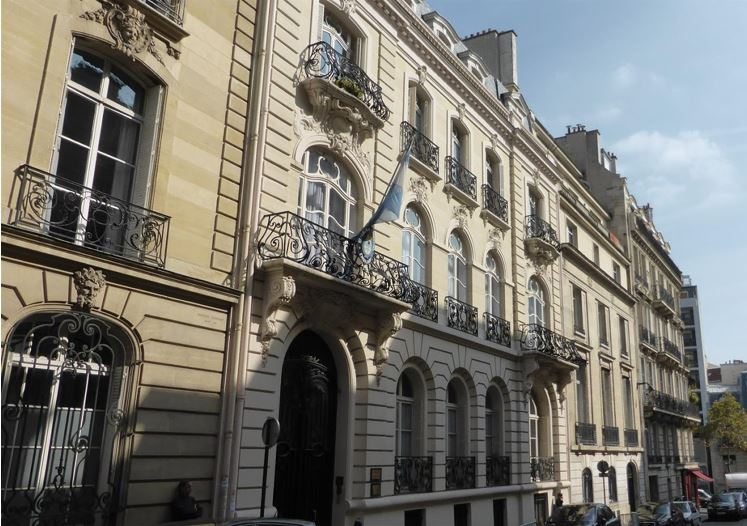
L'ambasciata dell'Argentina a Parigi, dove Arnaldo Mori eseguì su commissione il ritratto di Evita Perón.

Primogenito di otto figli, nacque da Carlo Alberto, funzionario del Comune di Crotone, e da Giovanna Murano. Nel 1916 intraprese gli studi tecnici dove, ben presto, si notò il suo talento per la pittura.

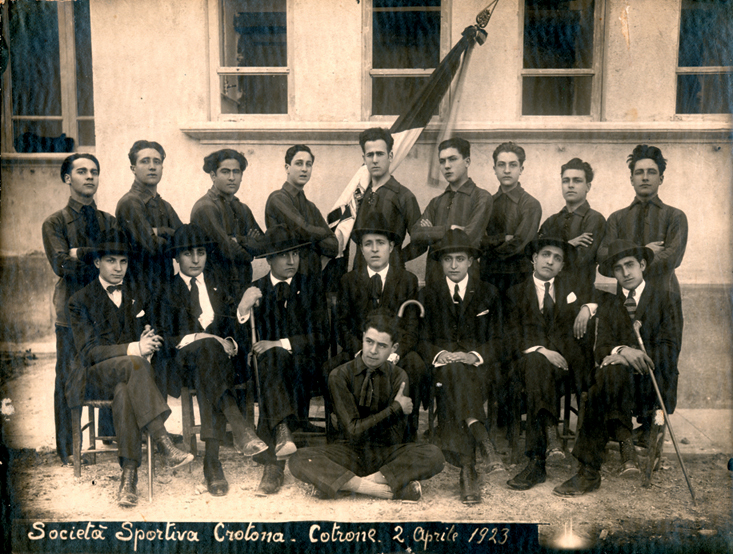
Foto ufficiale della Società Sportiva Crotona scattata il 2 aprile 1923 davanti al Regio Istituto Tecnico di Crotone. Arnaldo Mori è quello seduto per terra.

Dopo una breve parentesi come calciatore dilettante nelle file dell'allora Società Sportiva Crotona, nel 1923 si trasferì a Buenos Aires, dove trovò lavoro presso il Banco Español del Río de la Plata; nel contempo collaborò anche come illustratore per una famosa rivista di moda.
Nel 1928 lasciò Buenos Aires e si trasferì a Parigi, dove lavorò presso la medesima banca e si iscrisse alla Académie de la Grande Chaumière; nel 1931, però, decise di abbandonare l'impiego bancario e di dedicarsi totalmente all'attività di pittore.
Nel 1935 aprì uno studio di pittura a Parigi, nel quartiere Épinettes (XVII arrondissement), dove cominciò ad esporre numerosi suoi lavori. Nel 1938 espose 26 oli alla Galerie Charpentier.
Nel 1940, durante la seconda guerra mondiale, decise di far ritorno nella sua città, Crotone, dove insegnò disegno alle scuole superiori.
Nel 1946 fece ritorno nella capitale francese, dove conobbe Hélène Tappou Palkina, detta Lola (all'epoca prima ballerina dell'Opéra di Parigi), che diventerà sua musa fino agli anni sessanta.
Nel 1949 eseguì un ritratto per la famiglia imperiale dell’Annam nel castello di Thorenc, a Cannes.
Nel 1951 espose altri quadri alla Maison de l'Amérique latine e, su invito dell'ambasciata argentina a Parigi, eseguì il ritratto di Evita Perón.
Tra il 1953 e il 1963, oltre a Parigi, espose i suoi quadri anche a Montecarlo, nel Principato di Monaco, e in diverse altre città della Francia: Cannes, Évian, Saint-Étienne, Vichy e Clermont-Ferrand. Nel 1961 ricevette il Premio internazionale del pubblico a Vichy e il Premio internazionale a Parigi nella categoria Peintres étrangers.
Nel 1965 tornò definitivamente in Italia, nella sua Crotone, dove continuò la sua attività espositiva.
Ricoverato all'ospedale Malpighi di Bologna e assistito dal dott. Francesco Corrado, all'epoca primario del reparto di Urologia del nosocomio nonché suo amico di sempre, Arnaldo Mori si spense nel capoluogo felsineo il 21 dicembre 1981.

## Riconoscimenti
- Il liceo artistico di Crotone è intitolato ad Arnaldo Mori[2].